# Monique Araújo
Monique Maria Lima de Araújo (Rio de Janeiro, 30 de maio de 1992) é uma halterofilista do Brasil.
Era sargento da Marinha do Brasil. Em 2023, refugiada nos Estados Unidos, conseguiu competir pelo Weightlifting Refugee Team no Campeonato Mundial em Riade.
QUADRO DE RESULTADOS
| Ano                             | Lugar                              | Categoria          | Marca (kg) / pos.  | Marca (kg) / pos.  | Marca (kg) / pos.  | Ref.               |
| Ano                             | Lugar                              | Categoria          | Arranque           | Arremesso          | Total              | Ref.               |
| Campeonato Mundial              | Campeonato Mundial                 | Campeonato Mundial | Campeonato Mundial | Campeonato Mundial | Campeonato Mundial | Campeonato Mundial |
| ------------------------------- | ---------------------------------- | ------------------ | ------------------ | ------------------ | ------------------ | ------------------ |
| 2013                            | Breslávia, Polônia                 | –75 kg             | 101 / 11           | 117 / 12           | 218 / 11           | [ 7 ]              |
| 2015                            | Houston, Estados Unidos            | –75 kg             | 105 / 11           | 126 / 17           | 231 / 14           | [ 8 ]              |
| 2023                            | Riade, Arábia Saudita              | –87 kg             | 105 / 5            | 121 / 9            | 226 / 8            | [ 9 ]              |
| Campeonato Mundial Júnior       |                                    |                    |                    |                    |                    |                    |
| 2012                            | Antigua, Guatemala                 | –75 kg             | 85 / 8             | 100 / 11           | 185 / 11           | [ 7 ]              |
| Campeonato Pan-Americano        |                                    |                    |                    |                    |                    |                    |
| 2012                            | Antigua, Guatemala                 | –75 kg             | 85 / 5             | 100 / 6            | 185 / 6            | [ 7 ]              |
| 2014                            | São Domingos, República Dominicana | –75 kg             | 100 / 8            | 121 / 8            | 221 / 8            | [ 8 ]              |
| 2017                            | Miami, Estados Unidos              | –75 kg             | 103 /              | Sem marca          | Sem marca          | [ 8 ] [ 10 ]       |
| Jogos Sul-Americanos            |                                    |                    |                    |                    |                    |                    |
| 2014                            | Santiago, Chile                    | –75 kg             | 106 / 2            | 124 / 2            | 230 /              | [ 7 ] [ 10 ]       |
| Campeonato Sul-Americano        |                                    |                    |                    |                    |                    |                    |
| 2012                            | Maracaibo, Venezuela               | –75 kg             | 90 /               | Sem marca          | Sem marca          | [ 11 ]             |
| 2013                            | Chiclayo, Peru                     | –75 kg             | 95 / 6             | Sem marca          | Sem marca          | [ 7 ]              |
| 2015                            | Lima, Peru                         | –75 kg             | 110 /              | 120 /              | 230 /              | [ 12 ]             |
| Campeonato Pan-Americano Júnior |                                    |                    |                    |                    |                    |                    |
| 2012                            | Medellín, Colômbia                 | –75 kg             | 85 /               | 105 /              | 190 /              | [ 13 ]             |
| Campeonato Sul-Americano Júnior |                                    |                    |                    |                    |                    |                    |
| 2012                            | Maracaibo, Venezuela               | –75 kg             | 90 /               | Sem marca          | Sem marca          | [ 14 ]             |
| Campeonato Brasileiro           |                                    |                    |                    |                    |                    |                    |
| 2014                            | Sabará, Minas Gerais               | –75 kg             | 105 /              | 120 /              | 225 /              | [ 7 ]              |
| 2015                            | Rio de Janeiro, Rio de Janeiro     | –75 kg             | 110 RN /           | 127 /              | 237 /              | [ 15 ]             |